# Plagiohammus sticticus
Plagiohammus sticticus là một loài bọ cánh cứng trong họ Cerambycidae.